# 通奇克·约瑟夫
通奇克·约瑟夫（匈牙利語：Tuncsik József，1949年9月23日—），匈牙利男子柔道运动员。他曾代表匈牙利参加1976年夏季奥林匹克运动会柔道比赛，获得男子63公斤级铜牌。